# Torno (torrente)
Il Torno è un torrente campano, affluente di destra del torrente Trenico e subaffluente del Calore Lucano, situato nell'entroterra del Cilento, quasi totalmente nel comune di Campora. Il torrente è inserito nel contesto del Parco nazionale del Cilento, Vallo di Diano e Alburni.  

## Geografia
Il fiume nasce alle pendici del Monte Falascoso, nel comune di Cannalonga e presso il confine con Novi Velia, ma per tutto il resto del suo percorso attraversa il comune di Campora. Dopo alcuni km attraversa la strada Campora-Pruno in località Nisio, ove sorge un'antica fontana omonima. Successivamente, il torrente lambisce a nord il centro abitato di Campora, scorrendo lungo una serie di gole (o rupi), al monte di una delle quali sorge il paese. Più a nord, il Torno sfocia nel torrente Trenico, presso il confine di Campora con Stio.